# Colin Rösler
Colin Rösler, född 22 april 2000 i Berlin, är en norsk fotbollsspelare som spelar för Malmö FF.

## Karriär
Rösler är son till den förre Manchester City-spelaren Uwe Rösler och dennes fru, norska Cecilie. Colin är döpt efter Manchester City-spelaren Colin Bell. Familjen flyttade i början av 2000-talet till Norge, där Rösler växte upp. Då Rösler var tio år flyttade familjen till England, där Rösler spelade i Manchester Citys ungdomsakademi. I augusti 2019 skrev han på ett kontrakt med nederländska NAC Breda.
Efter två säsonger med Breda flyttade Rösler till Lillestrøm SK i Norge. I december 2022 offentliggjordes en övergång till Mjällby AIF. Efter sin debutsäsong utsågs han till såväl årets försvarare som årets spelare i Mjällby.
Den 5 augusti 2024 presenterades Rösler som ny spelare i Malmö FF. Han skrev på ett kontrakt som sträcker sig över tre och ett halvt år. Han debuterade för MFF i bortamatchen mot Halmstads BK den 10 augusti.